# زاویه‌های متمم

یک جفت زاویهٔ متمم که مجموع اندازه‌های آن‌ها برابر با ۹۰ درجه‌است.

زاویه متمم (به انگلیسی: complementary) دو زاویه ای می باشد که مجموع اندازه‌های آن‌ها برابر با ۹۰ درجه باشد.
اگر دو زاویهٔ متمم، مجاور یکدیگر نیز باشند (راس و یک ضلع مشترک داشته باشند) دو ضلع دیگر آن‌ها که مشترک نیست، تشکیل یک زاویهٔ راست را خواهد داد.
در هندسهٔ اقلیدوسی دو زاویهٔ تند مثلث راست‌گوشه خود با یکدیگر متمم‌اند. چون مجموع زاویه‌های داخلی مثلث باید ۱۸۰ درجه باشد، و زاویهٔ راست موجود در مثلث خودش ۹۰ درجه از آن را دارد پس مجموع دو زاویهٔ باقی مانده حتماً ۹۰ درجه خواهد شد و آن‌ها با یکدیگر متمم خواهند بود.
در انگلیسی کلمهٔ متمم complementary است و این واژه خود از واژهٔ لاتین complementum مربوط به فعل complere به معنی «پُر کردن» گرفته شده‌است. به این معنی که یک زاویهٔ تند پر می‌شود و به شکل کامل زاویهٔ راست می‌رسد.

## نسبت‌های مثلثاتی
سینوس یک زاویه برابر است با کسینوس زاویهٔ متمم آن؛ می‌توان نتیجه گرفت که اگر دو زاویهٔ A و B متمم یکدیگر باشند آنگاه {\displaystyle sin^{2}A+sin^{2}B=1}, و {\displaystyle cos^{2}A+cos^{2}B=1} عبارتی درست خواهد بود.
تانژانت یک زاویه برابر است با کتانژانت زاویهٔ متمم آن. تانژانت و کتانژانت زاویه‌های متمم، وارون (معکوس) یکدیگراند.
سکانت یک زاویه برابر است با کسکانت زاویهٔ متمم آن.
در متن‌های انگلیسی عبارت «co-» که در ابتدای نام‌های مثلثاتی نوشته می‌شود نشانهٔ واژهٔ متمم یا «complementary» است.